# 六氰合钴(III)酸铊(I)
六氰合钴(III)酸铊(I)是一种配位化合物，化学式为Tl3[Co(CN)6]，它具有f.c.c.晶格，空间群Fm3m。它可由六氰合钴(III)酸和碳酸亚铊反应得到，它也可由氰化钴和氰化亚铊溶液反应，再对溶液加热得到：
Co(CN)2 + 4 TlCN → Tl4Co(CN)6
2 Tl4Co(CN)6 + 2 H2O → 2 Tl3Co(CN)6 + 2 TlOH + H2↑